# Ljubo Batalo
Ljubo Batalo (Gornje Dubrave, 1930.), hrvatski košarkaš i košarkaški dužnosnik.

## Životopis
Rođen 1930. godine Gornjim Dubravama kod Ogulina. U rodnom selu je četiri godine pohađao osnovnu. U Ogulinu je pohađao prvi razred gimnazije, pa je u školu putovao vlakom, a jedno vrijeme je i živio u Ogulinu. Ogulinska gimnazija imala je samo četiri razreda, pa da bi sestra mogla upisati peti, pa su preselili u Karlovac gdje su stanovali kod prijatelja. 
Obitelj je bila trgovačka, i imali su trgovinu u Gornjim Dubravama, dvije u Topuskom te gostionu i dobro su živjeli. Otac je prije rata bio član i predsjednik ogranka Hrvatske seljačke stranke u Gornjim Dubravama. U goste su im često dolazili Vladko Maček i Ivan Šubašić. Budući da je otac kao trgovac bio obziran, nije gnjavio sirotinju i mnogo je davao na dug, svi su u tom kraju glasovali za Mačka. U drugom svjetskom ratu sasvim su stradali, ostali bez ičega, i bez kuće u Topuskom i u Gornjim Dubravama. Premda ugledni mačekovac, sudbina je postala neizvjesna obitelji jer su bili "krive" vjere. Ipak, nisu se dirali u njih, jer je očev prijeratni prijatelj bio odvjetnik iz Ogulina Lovro Sušić, poslije doglavnik u NDH. Zbog toga se nisu nove vlasti dirale u njih, ali da bi izbjegli nevolje, otac se sklonio. Obiteljska trgovina im je funkcionirala do 1943. pa im je mati slala hranu u Karlovac iz Gornjih Dubrava. Zatim se odandje iselili sve stanovništvo u sabirni logor u Sisak, a mati je puštena jer je imala dvoje malodobne djece. Ulogu u puštanju iz logora odigrala je majčina prijeratna prijateljica Ivka Pišmaht, vlasnica drogerije, za koju se poslije doznalo da je bila šefica Gestapoa za taj dio Europe. Otac je bio u lječilištu, ali zapravo je ondje bio sklonjen. Mati, sestra i Ljubo stanovali su do 1944. kod obiteljskih prijatelja sve dok otac nije otac došao iz liječilišta. Otac se zaposlio u jednoj tvrtki, imali su dovoljno za normalan život i tako su dočekali 1945. godine. U Karlovcu su 1945. dobili prazan stan. U SKOJ-u od 1945., ali je ubrzo izbačen jer je s prijateljima slušao američke pjesme. U gimnaziji je s drugovima prvo igrao odbojku, u vrijeme kad je bio velik interes za gimnastiku. Profesorica im nije dopuštala igrati odbojku ili košarku bez gimnastike. Kad je u školu došao profesor Branimir Majder, učenici su počeli učiti košarku, pa tako i Batalo. Majderovom zaslugom u Karlovcu je košarka doživjela bum, jer je predavao u više škola. Batalo je maturirao 1949. godine. U međuvremenu je igrao košarku. Htio je studirati medicinu i biti zubar, no trener ga je odgovorio od toga, računavši da Batalo neće moći trenirati. Upisao je studij ekonomije i dobio stipendiju od ministarstva gospodarstva. U Zagrebu je kao košarkaš stanovao privatno kod trenera, a potom kod tete. Diplomirao je 1956. i zaposlio se u ŽE-ČE-u, koji ga je stipendirao. Nije mu se išlo u Partiju, ali su ga predložili. Budući da je bilo nezgodno odbiti, ušao je. Izašao je neprijavivši se kad je preselio u Zagreb, gdje se zaposlio u Intereuropi, jedan od najjačih špeditera u državi, u kojoj je proveo 27 godina.
Batalo je jedan je od najboljih karlovačkih košarkaša, športskih radnika i privrednika. U 1. saveznoj košarkaškoj ligi 1954. bio najbolji izvođač slobodnih bacanja s prosjekom višim od 80 posto pogođenih bacanja. Diplomirao je ekonomiju. Obnašao je dužnosti u košarkaškom športu. Bio je na odgovornim funkcijama u Organizacijskim odborima na SP-u u košarci 1970. te na EP-u u košarci 1975. godine.